# Præstens Døtre
Præstens Døtre er en amerikansk stumfilm fra 1919 af King Vidor.

## Medvirkende
- George Nichols som Hamilton Perry
- Lloyd Hughes som Paul Perry
- Winter Hall som Matthew Barker
- Helen Jerome Eddy som Jane Barker
- Pauline Curley som Evelyn Barker